# Звір (фільм, 1988)
«Звір» (англ. The Beast) або «Звір війни» (англ. The Beast of War) — американський військовий фільм 1988 року режисера Кевіна Рейнольдса за сценарієм Вільяма Мастросімона за мотивами його п'єси «Нанаватай».

## Синопсис
Фільм розповідає про екіпаж радянського танка Т-55, який загинув під час радянської війни в Афганістані.

## Акторський склад
| Актор          | Роль                 |
| -------------- | -------------------- |
| Джордж Дзундза | "Танкіст" Даскал     |
| Джейсон Патрік | Костянтин Коверченко |
| Стівен Бауер   | Хан Тадж             |
| Ерік Аварі     | Самад                |
| Стівен Болдвін | Антон Голіков        |
| Дон Харві      | Камінські            |

## Виробництво
Зйомки проходили в Ізраїлі. У фільмі було використано кілька справжніх танків Т-55; однак гелікоптер, використаний у фільмі, був не справжнім Мі-8, а Aerospatiale SA.321 Super Frelon. Танк, про який йдеться у фільмі, насправді є ізраїльською модифікацією радянського Т-55, захопленого ізраїльтянами в арабських арміях, перейменованого на Ti-67 (більш відомий як Tiran 4Sh) і оснащеного 105-мм гарматою замість оригінальної 100-мм гармати. Багато таких модифікацій були використані ізраїльтянами під час війни Судного дня 1973 року. Військовий радник фільму Дейл Дай писав, що він вів переговори про купівлю танків за випивкою з офіцерами Армії оборони Ізраїлю в готелі Тель-Авіва. Мова, якою розмовляють афганські персонажі — пушту.